# Aspromonte

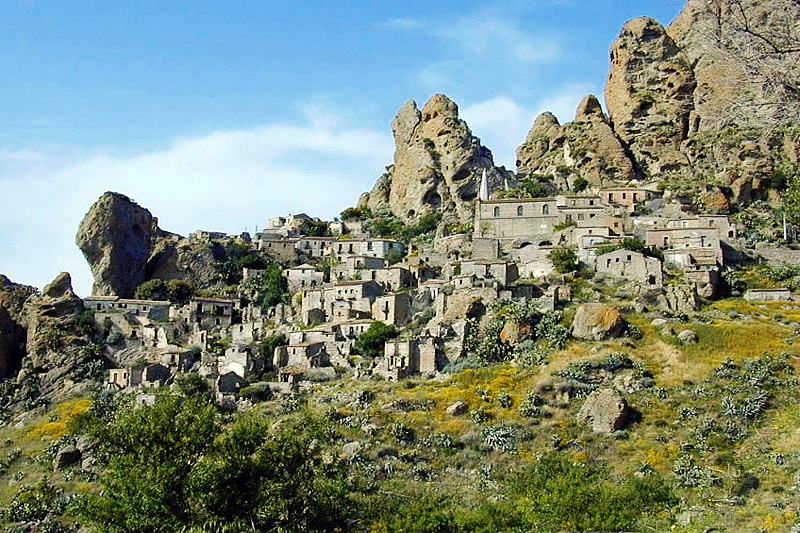
Byn Pentedattilo i södra Aspromonte-Gebirges har evakuerats på grund av jordbävningar.

Aspromonte är ett berg i närheten av Reggio Calabria, Italien, och utgör den sydligaste förgreningen av Apenninerna i södra delen av Kalabrien. Högsta punkten är Montalto (1 958 meter). Aspromonte, som består av gnejs, är rikt på skog och vackra naturscenerier. 
Området koloniserades av greker på 700-talet f.Kr., och den grekiska kulturen är ännu påtaglig. Det har i senare tid blivit bekant genom slaget där 29 augusti 1862, då Garibaldi tillfångatogs och hans skara led nederlag mot italienska statens trupper. 